# Vicki McCabe
Pour les articles homonymes, voir McCabe.
Vicki McCabe née le 9 juin 2001, est une joueuse britannique de hockey sur gazon. Elle évolue à Team Bath Buccaneers et avec les équipes nationales anglaises et britanniques.

## Carrière
Elle a été appelée en mai 2022 avec l'Angleterre pour concourir à la Ligue professionnelle 2021-2022 sans jouer le moindre match.

## Palmarès
- : 3e à la Coupe du monde U21 2022.